# Aleksander Beljajev

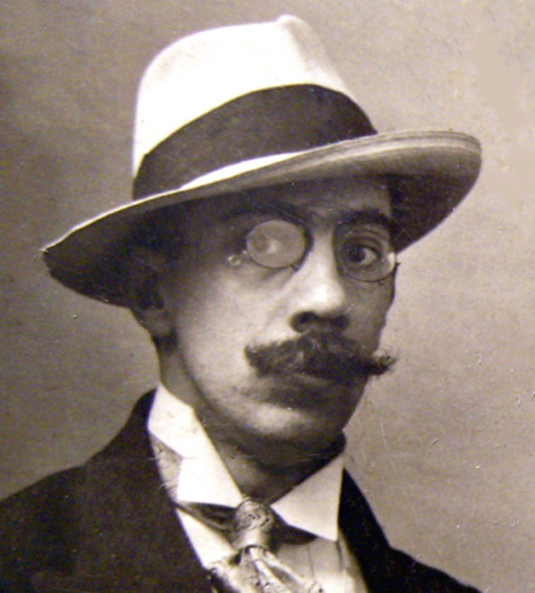
Beljajev, 1915

Aleksander Romanovitsj Beljajev (Russisch: Александр Романович Беляев) (Smolensk, 16 maart 1884 – Poesjkin, 6 januari 1942) was een Russisch schrijver van vooral sciencefiction.

## Leven en werk
Beljajev werd geboren als zoon van een geestelijke. Tegen de zin van zijn vader (die wilde dat hij ook priester zou worden) ging hij rechten studeren in Jaroslavl. Nadat hij in 1916 vanwege een zwakke gezondheid ging kuren te Jalta en vervolgens jarenlang niet in staat was te werken, begon hij met schrijven.
Beljajev wordt beschouwd als de grondlegger van de Russische Sciencefiction. Hij kan geschaard worden in de traditie van Jules Verne en behandelt op toegankelijke wijze toekomstproblemen als de verovering van het heelal, raketten, interplanetaire contacten en atoomenergie. Zijn bekendste romans zijn Het eiland der verzonken schepen (1927) en De amfibie-mens (1928), welke laatste in de jaren zestig succesvol werd verfilmd.
In de Stalinperiode werd de sciencefiction in de Sovjet-Unie vaak gekenmerkt door kritische reflectie, zo ook het werk van Beljajev. Tussen 1941 en 1946 mocht zijn werk niet meer gedrukt worden.
Na het begin van de Tweede Wereldoorlog weigerde Beljajev zich te laten evacueren vanuit de nabij Leningrad gelegen stad Poesjkin, niettegenstaande zijn zwakke gezondheid. Tijdens de Duitse bezetting werden zijn vrouw en dochter gedeporteerd naar een concentratiekamp in Polen, waarna hij zelf in januari 1942 overleed aan ondervoeding.

## Werken (selectie)
- De kop van Professor Dowell (1925)
- De heerser van de wereld
- De sprong in het duister
- Het eiland der verzonken schepen (1927)
- Boven de afgrond (1927)
- De amfibie-mens (1928)
- De luchtverkoper (1929)
- De aarde brand (1931)
- Het heksenkasteel
- Ariel (1941)